# Твенте (регион)

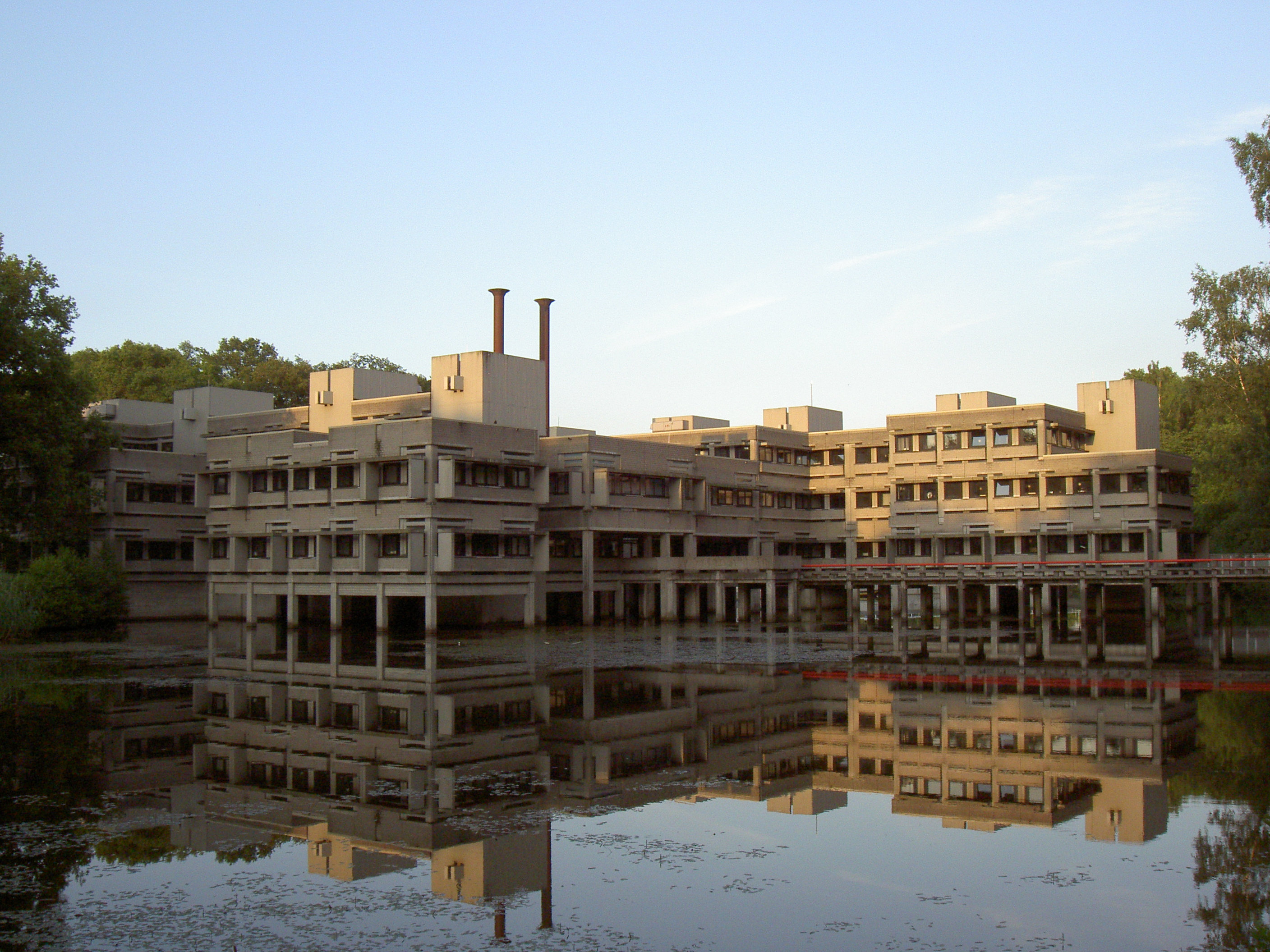
Университет Твенте, Кубикус

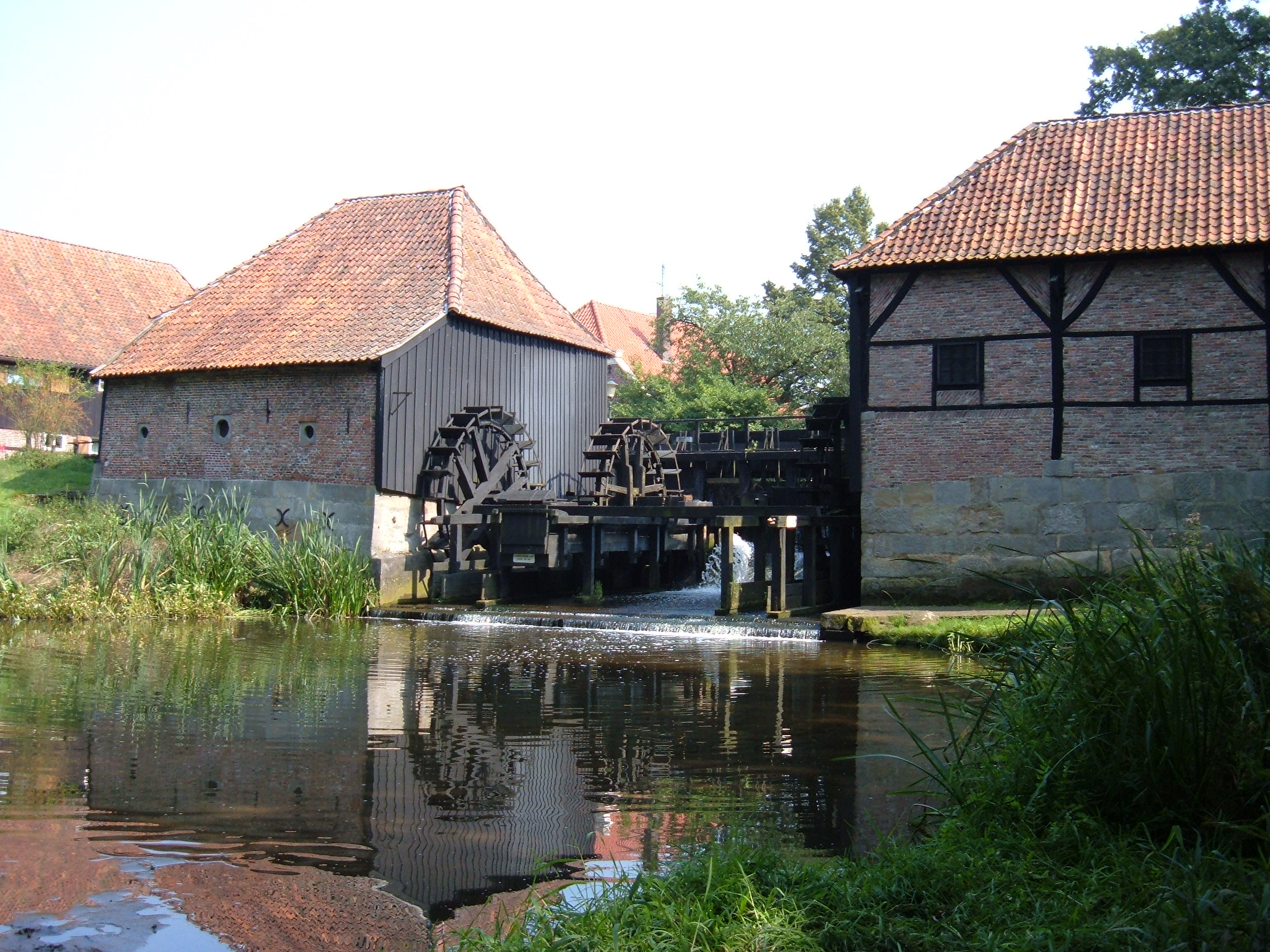
Водяная мельница близ Хааксбергена, Твенте

Твенте (нид. Twente) — историко-географический регион в Нидерландах.
Регион Твенте находится на востоке Нидерландов, в юго-восточной части провинции Оверэйссел. На востоке Твенте граничит с немецкими федеральными землями Нижняя Саксония и Северный Рейн-Вестфалия, на западе — с другим регионом провинции Оверэйссел, Салландом. По территории региона протекает река Динкель. Входит в европейский межгосударственный регион EUREGIO. Своё название Твенте получил по проживавшему здесь в IV веке германскому племени тубантов.
Среди крупных городов региона следует назвать: Энсхеде, Алмело, Хенгело, Динкельланд, Борне, Хеллендорн, Рийсен. Основное занятие местного населения — сельское хозяйство.
Имя Твенте носят:
- Аэропорт Твенте в Энсхеде
- Твенте Ф.К, футбольный клуб Энсхеде
- Университет Твенте в Энсхеде